# رورنفلس
رورنفلس (به آلمانی: Rohrenfels) یک شهر در آلمان است که در بایرن واقع شده‌است.

## خصوصیات
رورنفلس ۱۷٫۵۲ کیلومترمربع مساحت دارد ۳۹۰ متر بالاتر از سطح دریا واقع شده‌است.